# موسیقی از اتاقی دیگر
موسیقی از اتاقی دیگر (به انگلیسی: Music from Another Room) فیلمی محصول سال ۱۹۹۸ و به کارگردانی آناند تاکر است. در این فیلم بازیگرانی همچون جود لا، جنیفر تیلی، گرچن مول، مارتا پلیمپتن، برندا بلتین، جاون تنی، جرمی پیون، وینسنت لارسکا و جین آدامز ایفای نقش کرده‌اند.